# Cuauthémoc Muñoz
Cuauthémoc Muñoz (* 18. Mai 1961) ist ein ehemaliger mexikanischer Radrennfahrer.

## Sportliche Laufbahn
Muñoz war Teilnehmer der Olympischen Sommerspiele 1984 in Los Angeles. Im Mannschaftszeitfahren wurde der Vierer aus Mexiko mit Raúl Alcalá, Felipe Enríquez, Guillermo Gutiérrez und Cuauthémoc Muñoz auf dem 17. Rang klassiert.